# Wallabout Bay
Wallabout Bay er en lille bugt langs den nordvestlige kyst af Brooklyn i New York City mellem to af dagens broer, Williamsburg og Manhattan, på den anden side af Corlears Hook på Manhattan i vest.
Området var stedet hvor de grusomme britiske fangeskibe lagde anker under den amerikanske uafhængighedskrig fra omkring 1776 til 1783. Mest kendt af disse var HMS "Jersey". Over 10.000 soldater og sømænd døde på grund af overlagt forsømmelse på disse skibe, flere amerikanske omkomne end i slagene i krigen tilsammen. Ligene blev begrevet på den eroderende kyst i grave lige under bakken eller kastet overbord, og lokale kvinder samlede resterne sammen da de blev afdækket eller skyllede i land. Prison Shipo Martyrs' Monument ligger i nærheden i Fort Greene Park og huser resterne af fangerne hvor de ligger med udsyn over bugten.
Bukten blev til slut stedet for den kendte Brooklyn Navy Yard.

## Eksternt link
- Gabriel Furmans Notes Geographical and Historical, relating to the Town of Brooklyn, in Kings County on Long-Island

40°42′18″N 73°58′30″V / 40.705°N 73.975°V